# 阿伦·帕延克
阿伦·帕延克（1986年4月23日—）是一位斯洛文尼亞排球運動員，场上位置为副攻。他現在效力於土耳其排球聯賽球隊費內巴切。他也代表斯洛文尼亞國家隊參賽。